# NGC 4310
NGC 4310 (другие обозначения — NGC 4338, UGC 7440, MCG 5-29-74, ZWG 158.92, IRAS12199+2929, PGC 40086) — галактика в созвездии Волосы Вероники.
NGC 4310 имеет промежуточные характеристики между линзовидными и спиральными галактиками. Изображения в оптическом диапазоне и на длине волны 4,5 мкм показывают наличие пылевой полосы в диске галактики. Кинематически галактика выглядит очень упорядоченной, лишь в центре наблюдаются небольшие систематические отклонения поля скоростей от простого вращения.
Этот объект занесён в новый общий каталог несколько раз, с обозначениями NGC 4310, NGC 4338.
Этот объект входит в число перечисленных в оригинальной редакции «Нового общего каталога».